# Tudorowo
Tudorowo (biał. Тударава, Tudarawa; ros. Тудорово, Tudorowo) – wieś na Białorusi, w obwodzie grodzieńskim, w rejonie korelickim, w sielsowiecie Krasna, przy drodze republikańskiej .
W dwudziestoleciu międzywojennym leżało w Polsce, w województwie nowogródzkim, w powiecie nowogródzkim.